# Lopholithodes mandtii
Lopholithodes mandtii (лат.) — вид неполнохвостых из семейства крабоиды. Обитает вдоль тихоокеанского побережья Северной Америки от Аляски до центральной Калифорнии. Взрослые особи окрашены в оранжевый, красный и фиолетовый цвета. Они крупнее, чем родственный вид Lopholithodes foraminatus.